# George Davis (scrittore)
George A. Davis (Londra, 4 febbraio 1906 – Berlino, 25 novembre 1957) è stato uno scrittore inglese.

## Biografia
ha avuto una vita apparentemente banale: nato a Londra, ha lavorato per molti anni in un'agenzia di assicurazioni, ha fatto la seconda guerra mondiale come maggiore e si è anche dilettato con la pittura ad olio ed il pianoforte.
Dietro ad un'aria da tranquillo signore di campagna, si nasconde un creatore di astute, ironiche e convulse trame criminali.

## Opere pubblicate in lingua italiana
- Muori per la patria (1967) [Friday Before Bank Holiday (1964)]
- Può scassinarmi una banca, per favore? (1970) [Crime in Threadneedle Street (1968)]
- Il killer si stancò (1973)